# Trundle
Trundle – miasto w Australii, w stanie Nowa Południowa Walia.